# سعيد السباخي
سعيد ثابت سعيد السباخي، لاعب كرة قدم فلسطيني دولي يلعب لصالح نادي خدمات رفح. وهو من مواليد 20\6\1985.

## إسهاماته
مهاجم المنتخب الفلسطيني لكرة القدم والمنتخب الأولمبي الفلسطيني سابقاً، انتقل على سبيل الإعارة من نادي خدمات رفح إلى نادي ترجي وادي النيص، حيث سجل للترجي 17 هدفاً في بطولة الدوري. وساهم معه في إحراز بطولة الدوري الممتاز لأندية الضفة الغربية لعام 2009/2008. كما فاز مع نادي خدمات رفح ببطولة الدوري الممتاز لأندية قطاع غزة لعام 2006/2005.

## وصلات خارجية
- سعيد السباخي على موقع ناشيونال فوتبول تيمز (الإنجليزية)